# Терхо, Йоханнес
Йоханнес Терхо (фин. Johannes Terho, 9 декабря 1885 — 28 марта 1961, Хельсинки) — финский шахматист. Серебряный призер 1-го чемпионата Финляндии (1922 г.). В составе сборной Финляндии участник шахматной олимпиады 1927 г. (играл на 4-й доске).

## Биография
По образованию — математик. Работал в финансовых отделах разных финских министерств. С 1922 г. служил в министерстве обороны. Дослужился до должности главного бухгалтера. Вышел в отставку в 1952 году.
Участвовал в шахматных соревнованиях с 1911 г.
В чемпионате Финляндии 1922 г. на протяжении всего турнира конкурировал с А. А. Чепурновым. Итог соревнования решила их междоусобная партия в предпоследнем туре. Чепурнов выиграл и стал чемпионом страны. Терхо закончил турнир на 2-м месте.
В течение долгого времени сотрудничал с разными изданиями. В частности, с 1924 по 1945 гг. вел шахматный отдел в газете "Helsingin Sanomat".
Был вице-президентом Шахматной федерации Финляндии.
В конце жизни занимался шахматной композицией. Составил и опубликовал 30 задач. Некоторые задачи Терхо попали в "Альбом ФИДЕ" (рейтинг ФИДЕ 3,33).
В 1947 г. был награжден серебряной медалью Шахматной федерации Финляндии.

## Спортивные результаты
| Год                                                       | Город     | Соревнование                                   | + | − | = | Результат | Место |
| --------------------------------------------------------- | --------- | ---------------------------------------------- | - | - | - | --------- | ----- |
| 1912                                                      | Хельсинки | Чемпионат Академического шахматного клуба      |   |   |   |           | 1     |
| 1913                                                      | Хельсинки | Чемпионат Академического шахматного клуба      |   |   |   |           | 1     |
| 1914                                                      | Хельсинки | Чемпионат Академического шахматного клуба      |   |   |   |           | 1     |
| 1922                                                      | Хельсинки | Чемпионат Финляндии                            |   |   |   | 8½ из 12  | 2     |
| 1923                                                      | Хельсинки | Чемпионат Хельсинкского шахматного клуба       |   |   |   |           | 2—3   |
| 1926                                                      | Хельсинки | Весенний турнир Хельсинкского шахматного клуба |   |   |   |           | 1     |
|                                                           | Хельсинки | Осенний турнир Хельсинкского шахматного клуба  |   |   |   |           | 1     |
| 1927                                                      | Хельсинки | Весенний турнир Хельсинкского шахматного клуба |   |   |   |           | 1     |
|                                                           | Лондон    | I Олимпиада (сборная Финляндии, 4-я доска)     | 2 | 7 | 6 | 5 из 15   |       |
| 1930                                                      | Хельсинки | Турнир с участием Е. Д. Боголюбова             |   |   |   |           | 5     |
| 1938                                                      | Хельсинки | Чемпионат Хельсинкского шахматного клуба       |   |   |   |           | 1—2   |
|                                                           |           |                                                |   |   |   |           |       |
| В 1923 — 1932 гг. 8 раз играл в матчах Хельсинки — Таллин |           |                                                |   |   |   |           |       |